# Hexenprozesse in Borchen
Hexenprozesse in Borchen wurden von 1597 bis ca. 1611 auf dem Gebiet der heutigen Gemeinde Borchen in Nordrhein-Westfalen durchgeführt.
Im Bereich der Gerichtsbarkeit des Domkapitels im Hochstift Paderborn wurden aus Etteln in Hexenprozessen 13 Menschen angeklagt. Neun Personen wurden wegen angeblicher Zauberei verbrannt. In dem Nachbardorf Atteln wurden drei Personen verbrannt. Auch das Dorf Henglarn war betroffen.

## Johann Moller, Syndikus des Domstifts Paderborn
Führender Kopf der Hexenverfolgung im Hochstift Paderborn war der Syndikus des Domstifts, Licenciat Johann Moller. Er war Vorsitzender des domkapitularischen Hexengerichtes.
Etliche aktenkundige Fälle zeugen vom Machtmissbrauch des Hexenrichters Moller und seiner Kollegen.

## Hexenprozess gegen Elisabeth Schaefer

### Familie
Elisabeth Schaefer wurde um 1537 in Atteln geboren. Ihr Vater war Richter in Atteln, sie war verheiratet. Ihr erster Mann war Holzgreve (Grebe) gewesen. Ihr Sohn hieß Hermann Meyer, ihre Schwester Margaretha Vogt.

### Verhaftung und Folter
Obwohl sie zur dörflichen Oberschicht gehörte, geriet die 60-jährige Elisabeth Schaefer in einen Hexenprozess in Etteln. Im Juli 1597 wurde die Richterstochter der Mittäterschaft bezichtigt. Mehrere Personen hatten unter Folter ausgesagt, dass sie an Hexentänzen teilgenommen hätte.
Die Familie reagierte umgehend. Ihr Ehemann und weitere Angehörige verpflichteten einen Notar zur Verteidigung, der eine Petition an den Fürstbischof schrieb. Der Anwalt wurde verhaftet. Auch ein weiterer Anwalt konnte nichts ausrichten und der Prozess wurde fortgesetzt.
Elisabeth wurde der Wasserprobe unterzogen. Um ein Geständnis zu erpressen, wurde sie mehrfach gefoltert.

### Hinrichtung
Am öffentlichen Gerichtstag in Etteln, an dem die Hinrichtung stattfinden sollte, stürmten Verwandte und Freunde unter tumulthaften Umständen auf den Richtplatz und verhinderten die Hinrichtung. Sie erreichten, dass der Fall fünf Juristen aus Paderborn vorgetragen wurde. Diese Juristen bestätigten aber das Todesurteil. Elisabeth wurde vor Oktober 1597 auf dem Scheiterhaufen verbrannt.
In der Folge wurde ihre Schwester Margaretha Vogt verhaftet.

### Verfahren wegen Prozesskosten
Als der hinterbliebene Ehemann die Prozesskosten in Höhe von 113 Gulden bezahlen sollte, strengte der Sohn Hermann Meyer 1598 einen Prozess gegen die Vorgehensweise des Domkapitels und seiner Richter an wegen der Hinrichtung seiner Mutter Elisabeth Schaefer.
Das Schicksal des wegen Hexereiverdachts verhafteten Notars ist unbekannt.

## Hexenprozess gegen Margaretha Vogt

### Familie
Margaretha (Margareta) wird mindestens 50 Jahre alt gewesen sein. Ihr Vater war Richter in Atteln, ihre Schwester war Elisabeth Schaefer. Ihr Neffe hieß Hermann Meyer.

### Verhaftung
Margaretha Vogt geriet in einen Hexenprozess in Etteln. Sie wurde am 14. November 1597 verhaftet. Sieben hingerichtete Personen hatten sie unter der Folter besagt, angeblich mit auf den Hexentänzen gewesen zu sein. Vermutlich spielte auch die Eingabe ihres Schwagers eine Rolle, mit der er sich beim Fürstbischof im Hochstift Paderborn über die Prozesskosten beschwert hatte.

### Prozess beim Reichskammergericht
Der Sohn ihrer Schwester, Hermann Meyer, wandte sich an das Reichskammergericht in Speyer. Dieses untersagte am 7. Januar 1598, dass sie Folter und Wasserprobe unterzogen wurde. Margaretha Vogt war jedoch zuvor bereits gefoltert worden, sie hatte aber kein Geständnis abgelegt. Schließlich erfolgte ihre Freilassung.

## Hexenprozess gegen die „Josepsche“ von Etteln
„Die Josepsche“ von Etteln wurde vor 1611 wegen Hexereiverdachts in Lippspringe inhaftiert und der Folter unterworfen. Der Hexenrichter Johann Moller hatte bei der Folter der Frau gesehen, wie „schön von Leibe und wohlgestalt sie gewest, daß er oft davon zu sagen pflegen, es wäre schade, daß man ein so schönes Weib verbrennen sollte“.
Moller entließ die Frau aus der Haft und brachte sie in Lippspringe in einer Wohnung unter. Moller hat sie „motu proprio (nach eigenem Gutdünken) auß dem Gefengnis gelassen, sie in ein der besten Gemacher eingeweist“. Er sei täglich zu ihr gegangen und „etliche Stunden bei ihr allein verblieben“. Als Mollers Ehefrau aufmerksam wurde und Moller der „Josepschen“ überdrüssig wurde, schickte er sie wieder in ihr Haus nach Etteln. „Darhalben er sie endlich nach verrichteten Sachen als sie glatt und wohlgemestet, eadem authoritate propi (aus derselben eigenen Machtvollkommenheit) wider herauß gelassen.“
Der Ehemann der „Josepschen“ aber bekam eine Rechnung und musste „eine ansehnliche Summa Kostgeld vor sie erlegen“.

## Hexenprozess gegen Gertraud Kneips
Gertraud Kneips erklärte am 21. November 1611 in einem Protokoll, dass Syndikus Johann Moller sie „vor etlichen Jahren“ im Walde zwischen Etteln und Eggeringhausen wiederholt zur Unzucht genötigt habe durch Drohungen und Versprechen: „es solle, falls sie willfährig sei, in Zaubersachen binnen Etteln nicht weiter gegen sie verfahren werden.“
Moller habe verlangt, dass sie sich mit ihm „fleischlich vermischen“ solle. Es soll daraufhin zu einer „viermaligen Vermischung“ gekommen sein. Als Gertraud Kneips einen Sohn gebar, drohte ihr Moller, „daß er sie, Gertraud, auf allen Orten verschreiben, verfolgen und verbrennen lassen wollte“, und sie musste das „Söhnlein einem alten unvermögenden Mann namens Grothe zueignen“.
In der „Denunciatio des Domkapitels gegen Moller“ vom 2. Dezember 1611 steht dazu, er habe mehrfach „mit offenkundig selbst bekentlichen Zäuberinnen sich viehischer weise in Waldt und Streuchen von Abend bis zu Morgen vermischet.“